# Универзитет информационих наука и технологија Св. Апостол Павле
Универзитет информационих наука и технологија Св. Апостол Павле (мкд. Универзитет за информатички науки и технологии „Св. Апостол Павле“) је државни универзитет је у Охриду.